# Julia Collin
Julia Collin is een personage uit de Vlaamse soapserie Wittekerke dat werd gespeeld door Lut Tomsin. Zij maakte haar opwachting in seizoen 7. In seizoen 9 verdween zij voor even uit de serie om vervolgens weer terug te keren: ze was afwezig van aflevering 596 tot 623. In seizoen 14 werd de rol van Julia gespeeld door Mia Van Roy, omdat Lut werd getroffen door kanker. Vanaf 16 januari 2008 was Lut weer terug. Het personage van Julia was te zien van 1999 tot 2008.

## Familie
- Antoine Collin (echtgenoot, was nooit te zien, Joke krijgt overlijdensbericht in afl. 394)
- Joke Collin (dochter)
- Debbie Persoons (kleindochter)
- Raf Stevens (zoon)